# Bangladesh International 2019
Die Bangladesh International 2019 im Badminton fanden vom 10. bis zum 15. Dezember 2019 in Dhaka statt.

## Sieger und Platzierte
| Disziplin    | Gold                            | Silber                              | Bronze                                     |
| ------------ | ------------------------------- | ----------------------------------- | ------------------------------------------ |
| Herreneinzel | Lakshya Sen                     | Leong Jun Hao                       | Ikhsan Leonardo Imanuel Rumbay             |
| Herreneinzel | Lakshya Sen                     | Leong Jun Hao                       | Sheng Xiaodong                             |
| Dameneinzel  | Nguyễn Thùy Linh                | Crystal Pan                         | Samiya Imad Farooqui                       |
| Dameneinzel  | Nguyễn Thùy Linh                | Crystal Pan                         | Iris Wang                                  |
| Herrendoppel | Chang Yee Jun Tee Kai Wun       | M. R. Arjun Dhruv Kapila            | Chen Tang Jie Choong Hon Jian              |
| Herrendoppel | Chang Yee Jun Tee Kai Wun       | M. R. Arjun Dhruv Kapila            | Prad Tangsrirapeephan Apichasit Teerawiwat |
| Damendoppel  | Pearly Tan Thinaah Muralitharan | Maneesha Kukkapalli Rutaparna Panda | Chananchida Jucharoen Walaiphan Patimon    |
| Damendoppel  | Pearly Tan Thinaah Muralitharan | Maneesha Kukkapalli Rutaparna Panda | Ruethaichanok Laisuan Supamart Mingchua    |
| Mixed        | Hoo Pang Ron Cheah Yee See      | Choong Hon Jian Payee Lim Peiy Yee  | M. R. Arjun Maneesha Kukkapalli            |
| Mixed        | Hoo Pang Ron Cheah Yee See      | Choong Hon Jian Payee Lim Peiy Yee  | Prad Tangsrirapeephan Supamart Mingchua    |